# Chewchroma
Chewchroma is een kevergeslacht uit de familie van de boktorren (Cerambycidae). De wetenschappelijke naam van het geslacht werd voor het eerst geldig gepubliceerd in 2009 door Bentanachs & Vives.

## Soorten
Chewchroma is monotypisch en omvat slechts de volgende soort:
- Chewchroma nayani Vives, Bentanachs & Chew, 2009